# Домжерицкое (озеро)
Домжерицкое (бел. Домжарыцкае) — озеро в Лепельском районе Витебской области в бассейне реки Сергуч (приток Березины). Находится на территории Березинского биосферного заповедника, в северной части Домжерицких болот.
Площадь поверхности озера 2,29 км², длина 1,97 км, наибольшая ширина 1,33 км. Наибольшая глубина достигает 2,2 м. Длина береговой линии 6,1 км, площадь водосбора — 30,5 км², объём воды — 2,81 млн м³.
Озеро расположено в 26 км к юго-западу от города Лепель и километром восточнее деревни Домжерицы, где находится центр Березинского заповедника. В 3 км к северу проходит магистраль М3. Озеро питается водами Домжерицких болот, короткая протока из озера ведёт в реку Сергуч. Озеро имеет округлую форму котловины, в восточной части есть залив. Из общей площади водосбора 80 % покрыто лесами и заболоченными лесами.
Склоны котловины низкие, поросли лесом и кустарником. Берега низкие, заболоченные, в южной части торфянистые, под кустарником. Дно плоское, у берегов выстлано торфом и местами песком, в центральной части — сапропелем. Вода отличается низкой прозрачностью, содержит большое количество органических веществ. Озеро полностью заросло подводной растительностью, вдоль берегов полоса надводной растительности имеет ширину до 150 м.
Влияние деятельности человека на режим озера сказалось при создании Березинской водной системы. После прекращения её деятельности и создания Березинского заповедника здесь практически не отмечается антропогенное влияние. Озеро служит местом гнездования птиц